# 오키나와 현립 가이호 중학교·고등학교

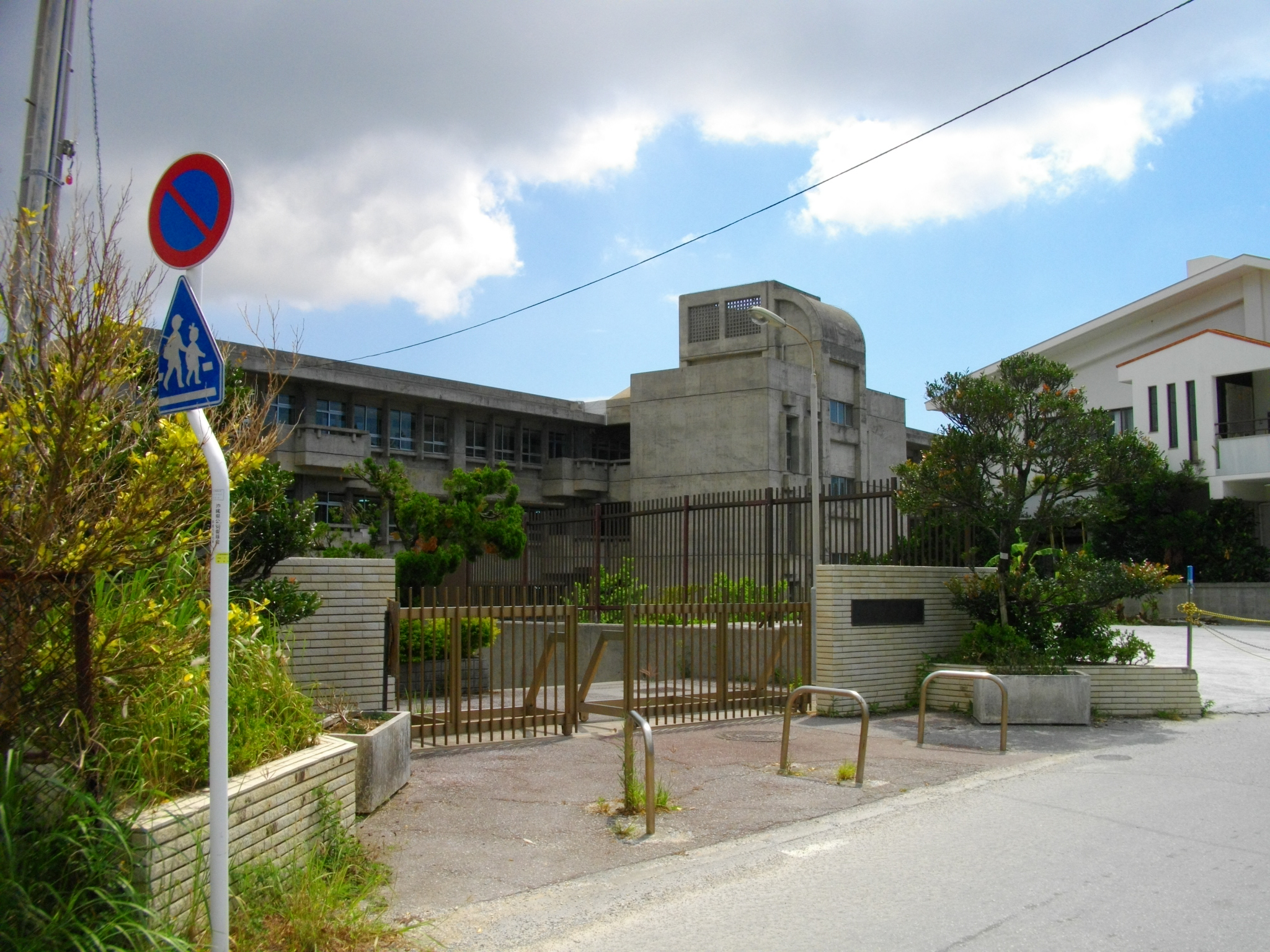
오키나와 현립 카이호고등학교

오키나와 현립 카이호고등학교(일본어: 沖縄県立開邦高等学校 오키나와켄리쓰카이호코토갓코[*]) 일본 오키나와현 시마지리군 하에바루정에 있는 현립 고등학교이다.

## 출신 유명인
- Cocco - 일본의 싱어송라이터
- 이케가미 에이치 - 소설가
- 가리마타 린타로 - 류큐방송 아나운서
- 치바나 쿠라라 - 미스 유니버스 2006 2위, 미스 유니버스 재팬 2006 우승자
- 미야기 사츠키 - 류큐아사히방송 아나운서
- 요나미네 사키코 - 전 NHK 방송 아나운서